# Rhaphidorrhynchium meiotocladium
Rhaphidorrhynchium meiotocladium är en bladmossart som beskrevs av Brotherus 1925. Rhaphidorrhynchium meiotocladium ingår i släktet Rhaphidorrhynchium och familjen Sematophyllaceae. Inga underarter finns listade i Catalogue of Life.